# 魚住景貞
魚住 景貞（うおずみ かげさだ）は、室町時代後期から末期にかけての武将。赤松氏、朝倉氏の家臣。魚住景固の曽祖父。
魚住氏は播磨国赤松氏の庶流。
赤松氏の被官であったが、嘉吉元年（1441年）の嘉吉の乱で主家が没落すると、流浪の末、越前国の朝倉孝景（英林孝景）に仕官する。
応仁元年（1467年）からの応仁の乱では、景貞は外交において活躍し、旧主である東軍の赤松氏の浦上則宗及びその被官中村三郎と交渉を重ね、朝倉氏の東軍寝返りを実現する。